# Paquita Sauquillo
Francisca "Paquita" Sauquillo Pérez del Arco (Madrid, 31 de julio de 1943) es una abogada y política española conocida por su activismo como abogada laboralista y en defensa de las libertades democráticas durante la dictadura de Francisco Franco. Desde febrero de 2025 preside el PSOE de Madrid.Ha sido diputada de la Asamblea de Madrid (1983-1994), Senadora (1983-1994) y Eurodiputada (1994-2004). De 1985 a 2022 presidió la ONG Movimiento por la Paz, el Desarme y la Libertad (MPDL). De 2016 a 2018 presidió el Comisionado de la Memoria Histórica del Ayuntamiento de Madrid.

## Biografía
Nació en Madrid el 31 de julio de 1943. Fue la hija mayor del matrimonio formado por José Luis Sauquillo y Deseada Pérez del Arco. Tuvo dos hermanos, José Luis, nacido en 1944, y Javier, nacido en 1947, también abogado, y que fue asesinado el 24 de enero de 1977 en la conocida como "Matanza de Atocha". Paquita pudo morir también aquella noche pero, junto a los entonces abogados José María Mohedano y Manuela Carmena, se reunió en otro local.  
Estuvo vinculada a movimientos cristianos de base durante el tardofranquismo. Desde 1965 trabajó en el grupo del padre Llanos en El Pozo del Tío Raimundo, implicándose activamente, ya como abogada laboralista en los movimientos que llevaron a la creación de las primeras asociaciones de vecinos de Madrid, en Entrevías.
Es abogada desde 1966 y ejerció como letrada penalista en numerosos asuntos nacionales, ante las Audiencias Provinciales españolas, además de ejercer en la Audiencia Nacional, y en los Tribunal Supremo y Tribunal Constitucional. Creó uno de los primeros despachos laboralistas de Madrid, conocido como "Despacho de Lista" en 1970 desde donde defendió a sindicalistas de las fábricas de Pegaso, Standard Eléctrica, Marconi, etc., durante esa década. Abogada acusadora en diferentes acciones populares, ejercitadas para la defensa de los derechos fundamentales, defendió a estudiantes, obreros, políticos miembros de sindicatos, ante el Tribunal de Orden Público (TOP).
Con la llegada de la democracia actuó en asuntos civiles y familiares. Publicó el primer libro sobre reclamaciones en la Ley de Divorcio. A partir de 1981 asesoró y defendió a más de 3.000 personas afectadas por el Síndrome Tóxico producido por el aceite de colza, asistiendo a todas las actuaciones judiciales. Esta sentencia ha sentado jurisprudencia sobre delitos contra la salud pública.

### Trayectoria política
A finales de los años sesenta se afilió al sindicato clandestino Acción Sindical de Trabajadores (AST), uno de los grupos que daría origen, en 1969, a la Organización Revolucionaria de Trabajadores (ORT), que posteriormente asumiría el ideario maoísta, en la que militó durante catorce años. En 1979 fue cabeza de lista de la candidatura conjunta de la ORT y el Partido del Trabajo de España (PTE) (denominada Candidatura de los Trabajadores) a la alcaldía de Madrid, sin conseguir obtener acta de concejal. Posteriormente se vinculó al PSOE y se integró como independiente en la candidatura de dicho partido en las primeras elecciones a la Asamblea de Madrid en 1983, resultando elegida para I legislatura repitiendo escaño en la II y en la III legislatura. En 1987 ingresó en el PSOE.
Como parlamentaria autonómica fue designada senadora por la Asamblea de Madrid en 1983, ocupando asiento en la Cámara Alta en la 2ª, 3ª, 4ª y 5ª legislaturas de las Cortes Generales, hasta 1994. Como senadora fue miembro de la Comisión de Justicia y ponente de la Ley Orgánica del Poder Judicial. Igualmente, ejerció como diputada al Parlamento Europeo desde 1994 hasta 2004 por el PSOE. Permaneció en la Asamblea de Madrid hasta el mismo año. En esta fecha, renunció a sus escaños en los legislativos madrileño y español al ser elegida eurodiputada. Permaneció en el Parlamento Europeo hasta 2004. Formó parte de la Comisión Ejecutiva Federal del PSOE entre 1994 y 2000. De 1985 a 2022 presidió el Movimiento por la Paz, el Desarme y la Libertad, siendo sustituida al frente de la organización por Manuel de la Rocha.

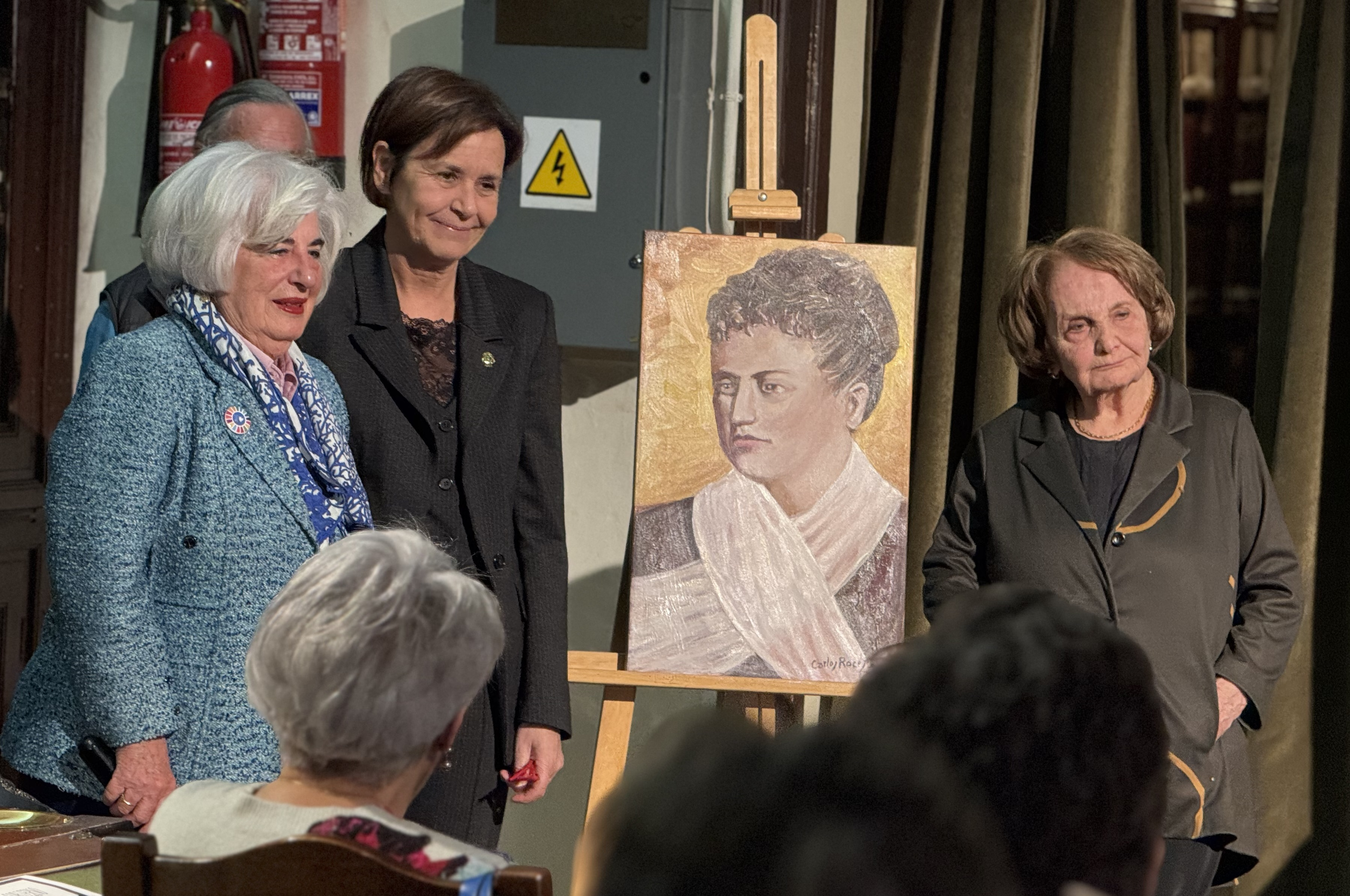
Francisca Sauquillo en el homenaje a Rosario de Acuña en el Ateneo de Madrid (2025)

De 2005 a 2013 fue Presidenta del Consejo de Consumidores y Usuarios de España. Ha asumido también la vicepresidenta de la Plataforma del Voluntariado de España y ha sido miembro de la Plataforma del Tercer Sector.
De mayo de 2016 a 2018 Sauquillo presidió el Comisionado de la Memoria Histórica del Ayuntamiento de Madrid designada por la alcaldesa Manuela Carmena con el objetivo de asesorar en materia de Memoria Histórica en el ámbito del Ayuntamiento de Madrid.
Ha presidido la Sección de Derechos Civiles del Ateneo de Madrid.
En 2025 fue nombrada presidenta del PSOE de Madrid con Oscar López como Secretario General sucediendo en la presidencia a Isaura leal.

## Vida personal
El 16 de julio de 1969 contrajo matrimonio con el también abogado y activista Jacobo Echeverría-Torres Tovar (1942-2005) en la capilla del CSIC, en Madrid. Tuvieron dos hijos, Javier, nacido en 1978, y Jacobo, nacido en 1980.
El 7 de abril de 1998, Javier, que padecía anorexia nerviosa, sufrió un shock hipoglucémico que le sumió en un estado de semiinconsciencia. Sin capacidad para moverse ni articular palabra, fue atendido en un primer momento en el vestíbulo de la estación y posteriormente fue desalojado por los dos vigilantes a instancias del jefe de seguridad que fueron imputados posteriormente bajo la acusación de omisión del deber de socorro. Javier fue confundido por los vigilantes con un «enfermo terminal de SIDA», y permaneció «tirado» más de una hora en la boca de la estación del Metro sin que ninguno de los vigilantes llamase al Samur, declaró Francisca Sauquillo durante el juicio contra los vigilantes celebrado en enero de 2002. Finalmente, la llamada se produjo hacia la una y media, pero ya poco pudieron hacer los efectivos sanitarios por su vida. Javier entró en coma y murió a las seis de la mañana en el Hospital de la Princesa. En febrero de 2002 la Audiencia de Madrid condenó al jefe de seguridad de Metro y a dos vigilantes de Prosesa por omisión de socorro y condenó subsidiariamente a Metro y Prosesa a indemnizar a la familia con 42 070 euros.

## Premios y reconocimientos
- Premio Mujer Europea en 1993 Unión Europea de federalistas y Mujeres del Movimiento Europeo.[28]
- Premio Silver Rose en el año 2006 en Bruselas.
- Premio Ciudadanos en España en el año 2008.
- Medalla de Honor del Ilustre Colegio de Abogados por su dedicación al mundo del derecho el 23 de octubre de 2009.
- 2009 premio Abogados de Atocha instituido por la Junta de Comunidades de Castilla-La Mancha.
- Gran Cruz de Oro de la Solidaridad Social el 24 de mayo de 2010.
- 2015 Premio Derechos Humanos otorgado por el Consejo General de la Abogacía Española.[29][30]
- 2016 II Premio por las Libertades Luis Cabrejas.[6]
- 2019 X Premio Enrique Ruano Pro Derechos Humanos de la Universidad Complutense de Madrid.
- 2023 recibió el Premio Rojana ‘Alfredo Pérez Rubalcaba’, otorgado por la Fundación Felipe González en reconocimiento a sus valores de compromiso, diálogo y concordia.[31]
- Premio infoLibre 2024.[32]
- Premio 8M Carmen Calvo organizado por Asociación Mujeres Feministas de Rota en su IV edición.[33]

## En la cultura popular
- El personaje de Francisca Sauquillo fue protagonista de la serie de televisión Las abogadas (2024) junto a Cristina Almeida, Manuela Carmena y Lola González Ruiz que recoge la historia de lucha durante su periodo como abogadas laboralistas durante la dictadura franquista en España.[34]